# تصادم يو إس إس هارتفورد ويو إس إس نيو أورليانز
تصادم يو إس إس هارتفورد ويو إس إس نيو أورليانز كان حادث تصادم بين غواصة بحرية الولايات المتحدة يو إس إس هارتفورد وحوض سفن النقل البرمائي الأمريكي يو إس إس نيو أورليانز في 20 مارس 2009. وقع التصادم في مضيق هرمز بين إيران والإمارات العربية المتحدة ومسندم بعمان. تكبدت كلتا السفينتين ملايين الدولارات من الأضرار في الاصطدام الذي يتطلب إصلاح في الحوض الجاف.
خلص تحقيق البحرية الأمريكية في أن المتسبب في التصادم هي سفينة هارتفورد. وفقا للبحرية فإن الحادث وقع بسبب قلة خبرة والتراخي في قيادة الغواصة وعدم الإعداد الكافي لإجراء عبور مضيق هرمز من قبل الطاقم. نتيجة لذلك تم عزل نقيب كما تم عزل أو نقل عدد آخر من الضباط والبحارة.

## التصادم
وقع التصادم حوالي الساعة 01:00 بالتوقيت المحلي (17:00 بتوقيت شرق الولايات المتحدة 19 مارس 2009) عندما عبرت هارتفورد ونيو أورليانز مضيق هرمز. الاصطدام ألحق إصابات طفيفة لخمسة عشر بحار على هارتفورد وتمزق خزان وقود نيو أورليانز وانسكاب 25 ألف غالون من وقود الديزل. واصلت السفينتان السير كل حسب طاقتها. هارتفورد غمرت المغمورة من خلال المنظار وقت الاصطدام. كانت السفينة تتجه جنوبا في طريقها لجبل علي في حين كانت نيو أورليانز تتجه غربا لدخول الخليج العربي كجزء من مجموعة الملاكم البرمائية الجاهزة.
يعتقد أن هارتفورد تدحرجت نحو 85 درجة خلال الاصطدام وحدثت أضرار واسعة النطاق للشراع والمنظار والقوس وبلغ مجموع الأضرار أكثر من 100 مليون دولار أمريكي. لم يتضرر المفاعل النووي. تفتيش أورليانز في المنامة بالبحرين من قبل غواصي البحرية وجدوا ثقب بحجم 16 في 18 قدم (4.9 في 5.5 متر) في بدن السفينة وتمزق خزان الوقود وضرر داخلي لصهريجي الصابورة.

## ما حدث بعد ذلك
أعلنت البحرية في 14 أبريل 2009 أن قائد هارتفورد القائد رايان بروكهارت أعفي من مهامه من قبل الأميرال مايكل كونور بسبب فقدان الثقة في قدرة بروكهارت في القيادة. رئيس القارب والرئيس الأول للإلكترونيات التقنية ستيفان بريفوت أعفي أيضا. تم استبدال بروكهارت بالقائد كريس هاركينز نائب قائد غواصة سرب ثمانية. بالإضافة إلى ذلك تعرض ملاح وضابط تنفيذي وضابط أسلحة و10 بحارة لعقوبة غير قضائية. علاوة على ذلك تم اتخاذ إجراء إداري ضد ثلاثة من أفراد الدعم المباشر الذين كانت مهمتهم قيادة عمليات المعلومات في جورجيا بالإضافة إلى أخصائي أسطول المخابرات والتي يقع مقرها بالقرب من واشنطن العاصمة.
في 19 أبريل بدأت هارتفورد في الظهور على السطح والعودة إلى الولايات المتحدة للمزيد من الإصلاح لتصل بعد ذلك بشهرين. بعد الوصول إلى الميناء وقعت البحرية الأمريكية على ثلاث عقود إصلاح مع جنرال ديناميكس إلكتريك للقوارب مقابل 102.6 مليون دولار أمريكي. تضمنت الإصلاحات تركيب البدن ووصل جذع الجسر جنبا إلى جنب مع القوس القابل للسحب والشراع. بلغت التكلفة النهائية 120 مليون دولار عندما عادت هارتفورد للعمل في فبراير 2011.
تم إصلاح نيو أورليانز في البحرين مقابل 2.3 مليون دولار وعادت للعمل.

## نتائج التحقيق
في 28 أكتوبر 2009 أوضح نائب الأدميرال جاي دونلي قائد سلاح الغواصات البحرية أن السبب الرئيسي للتصادم هو الرضا عن النفس وسوء الإدارة من جانب طاقم هارتفورد. وفقا لدونلي: «كان هناك قدرا كبيرا من الرضا عن النفس في الطاقم حيث كانت في عرض البحر لمدة 63 يوم عمل في المناطق ذات كثافة اتصال عالية. كانت هناك مجموعة كاملة من المراقبين الذين فشلوا في التعرف على بيانات الاستشعار التي قدمت لهم».
ذكر القاضي المحامي العام في التحقيق البحري في التصادم أن التصادم كان مجرد خطأ من هارتفورد. خلص التقرير إلى وجود العديد من المشاكل في السلامة والتشغيلية والأفراد والقيادة في الغواصة. تضمنت المشاكل فشل القبطان في التواصل لخطة لعبور المضيق وسوء إدارة الاتصال وموقف القيادة المتراخي والفشل في تصحيح المراقبين الذين كانوا معروفين بالنوم عن الواجب. في وقت الاصطدام كان الملاح يستمع لجهاز آي بود في غرفة النوم. علاوة على ذلك لم يكن القائد موجود أبدا في غرفة التحكم في أي وقت أثناء عبور المضيق.